# Нагольное (Ровеньский район)
Нагольное — село в Ровеньском районе Белгородской области России. Административный центр Наголенского сельского поселения.

## География
Село расположено в юго-восточной части Белгородской области, по обоим берегам малой реки под названием Сарма (левый приток Айдара), в 4,24 км к северо-востоку по прямой от Ровенёк, районного центра. Ближайшие населённые пункты: село Клименково выше по руслу Сармы (примыкает с востока).

## История

### Происхождение названия
«Нагольное» означает расположенное в «голой» (то есть открытой, безлесной) местности.

### Исторический очерк
В селе Нагольное в 1844 году была построена Покровская церковь с колокольней.
В 1859 году — Острогожского уезда «слобода казённая Нагольная (Ряднова, хутор Ряднов) при речке Нагольном Протоке» «по правую сторону тракта Новочеркасского» — церковь православная.
В 1864 году в селе возникла церковно-приходская школа, в 1875 — земская. В 1912 году для земской школы было построено двухэтажное здание, рассчитанное на 200 учеников.
С июля 1928 года слобода Нагольная в Ровеньском районе Белгородской области — центр Наголенского сельсовета, в который входили слобода Нагольное, хутора Бережной, Ближний Барсучий, Романихин, Семилетка и колхозы «Новый путь» и «Общий труд».
С 8 июля 1942 года по 16 января 1943 года село находилось в оккупации.
В 1950-е годы в Наголенский сельсовет Ровеньского района входили сёла Клименково, Нагольное и хутора Бережный, Барсучий, Колесников, Редкодуб, Романихин, Соленый и Средний; в 1970-е — те же два села и хутора Бережный, Барсучий и Средний.
В 1997 году село Нагольное в Ровеньском районе — центр Наголенского сельского округа, объединяющего сёла Клименково, собственно Нагольное и хутор Бережный.
В 2010 году село Нагольное — центр Наголенского сельского поселения (2 села и хутор) в Ровеньском районе.

## Население
В 1859 году в слободе переписано 135 дворов, 1136 жителей (571 мужчин, 565 женщин).
На 1 января 1932 года в слободе Нагольной было 1922 жителя.
На 17 января 1979 года в селе Нагольном — 1362 жителя, на 12 января 1989 года — 1136 (489 мужчин, 647 женщин), на 1 января 1994 года — 1134 жителей, 443 хозяйства. В 1997 году в Нагольном учтено 436 домовладений, 1161 жителей; в 1999 году — 1113 жителя; в 2001 году — 1123.
| 1859 | 1897  | 2002  | 2010  |
| ---- | ----- | ----- | ----- |
| 1136 | ↗1857 | ↘1138 | ↘1080 |

## Инфраструктура
По состоянию на 1995 год в Нагольном — колхоз «Родина», рыбоводческое ТОО «Нептун», медицинский пункт, средняя школа.

## Интересные факты
- Сохранились воспоминания жителей села о событиях Великой Отечественной войны[2]:

16 января 1943 года — «в деревне Нагольное капитан Курячий с группой казаков захватил несколько автомашин и взял в плен 50 итальянцев и 5 немцев, из них одного офицера, захвачено два продовольственно-фуражных склада с запасом зерна 300 тонн». Вспоминают старожилы Нагольного — К. А. Новомлинская: «Ночью под 16 января в село въехали верховые в черных казачьих бурках. Это была, наверное, разведка, а потом мы увидели танки и пехоту. Ехали наши со стороны Клименкова. А итальянцы, которые были в это время в Нагольном, бежали в сторону Ровенек…» и П. Т. Рыбальченко: «Мы услышали шум моторов — это шли наши танки. Двигалось за нашими солдатами все село: каждый искал своего мужа, отца, сына. Потом подошла кавалерия. Возле школы организовали кухню. В школе был оставлен склад. На спортплощадке остановились зенитки. Часов в одиннадцать появились немецкие самолеты и начали бомбить. Погибло более 20 солдат. Всех их похоронили в воронке от бомбы возле школы. Тут же наши войска двинулись дальше в сторону Ровенек»…
- В Ровеньском районе хорошо знают футбольную команду села Нагольного; в 1999 году существовавший тогда колхоз построил в селе стадион[2].